# Giorgio Gorla
Giorgio Gorla “ Dodo” (Orta San Giulio, 7 agosto 1944) è un velista italiano, vincitore di due medaglie di bronzo nella classe Star di vela ai Giochi olimpici di Mosca 1980 e Los Angeles 1984, in entrambi i casi in coppia con Alfio Peraboni.

## Carriera
Ha iniziato a regatare da bambino per il Circolo Vela Orta, sullo SNIPE, la barca allora più diffusa sui laghi del nord Italia. Nel 1963 vince il campionato italiano juniores SNIPE con Roberto Picchio, nel 1966 vince a Bellano il campionato italiano assoluto SNIPE con Archimede Dal Grande.
Dal 1968 passa al FINN e fa parte della squadra nazionale fino al 1975.
Nel 1974 vince a Palermo il campionato Italiano FINN e nel 1975 a Orta il campionato italiano Laser. 
Nel 1976 è 4º al campionato Europeo Laser a Torquay .
Dal 1978 passa alla STAR e vince il campionato italiano a Punta Ala con Alessandro La Lomia.
Dal 1979 inizia il sodalizio con Alfio Peraboni , di Mandello Lario, che durerà 10 anni.
Insieme vincono 2 medaglie di bronzo alle Olimpiadi 1980 ( Tallin) e 1984 ( Los Angeles) , il campionato Mondiale a Vilamoura (Port.) nel 1984, il Campionato Europeo a Copenhagen (1985), Kieler Woche (1985)  Campionato Europeo di Primavera (1987). I Campionati Italiani 1981-1983-1986-1988, inoltre arrivano 3º al Campionato del
Mondo di Rio De Janeiro (1980) e 5º alle Olimpiadi di Seul (1988). Dal 1992, lasciata la STAR , Gorla inizia a regatare sul Lago di Garda, e vince al timone del 1993 il Campionato Italiano Asso 99, sulla barca di Luciano Lievi, suo ex compagno nella squadra di FINN. 
Nel 1994 vince ancora il Campionato Italiano Star a Malcesine, col suo primo prodiere Alessandro La Lomia di Palermo. Sempre sul Garda vince il Campionato Italiano Dolphin (1977) UFO (2000) e ancora il Campionato Asso 99 (2002) al timone della barca dei fratelli Giovannini.
Nel 2013, a 69 anni , vince a Santa Margherita ligure il campionato Italiano DINGHY con 119 concorrenti, raggiungendo il 14º titolo Italiano, in 8 classi diverse.

## Palmarès
| Anno | Manifestazione      | Sede           | Evento      | Risultato |
| ---- | ------------------- | -------------- | ----------- | --------- |
| 1980 | Giochi olimpici     | Mosca          | Classe star | Bronzo    |
| 1984 | Giochi olimpici     | Los Angeles    | Classe star | Bronzo    |
| 1984 | Campionati mondiali | Vilamoura      | Classe star | Oro       |
| 1980 | Campionati mondiali | Rio de Janeiro | Classe star | Bronzo    |